# Дрейн Брайант, Мод
Мод Дрейн Брайант (англ. Maude Drein Bryant; 11 мая 1880—1946) — американская художница.

## Биография

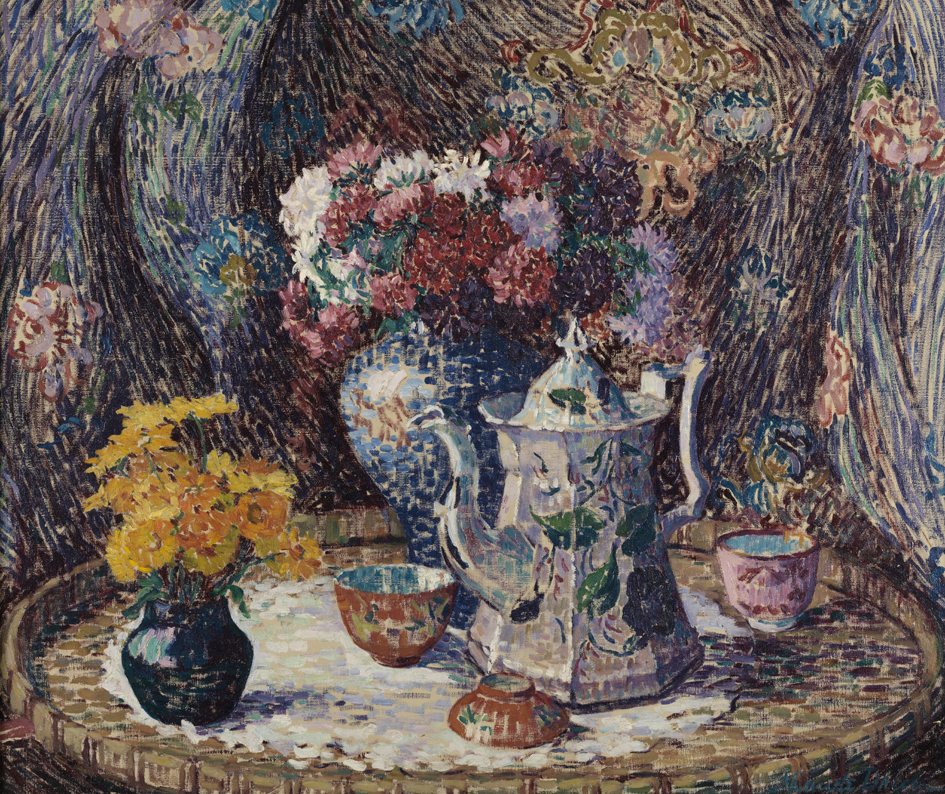
Календулы и астры. Ок. 1913

Мод Дрейн Брайант родилась в 1880 году. Училась в Пенсильванской академии изящных искусств у Томаса Аншутца, Хью Г. Брэкенриджа и Уильяма Чейза. Также училась в Академии Коларосси в Париже. Во время учёбы в Пенсильванской академии изящных искусств познакомилась с художником Эвереттом Ллойдом Брайантом, за которого вышла замуж в 1904 году. После свадьбы супруги приобрели студию в Хендриксе, штат Пенсильвания. В 1914 году выиграла премию Фонда Джона Ламберта для начинающих художников.
Брайант выставляла свои работы в Пенсильванской академии изящных искусств, Чикагском художественном институте и галерее искусств Коркоран. Была членом Филадельфийской десятки. Мод Дрейн Брайант стала известна благодаря своим цветочным натюрмортам. Её работа Calendulas and Asters находится в Пенсильванской академии изящных искусств.
Мод Дрейн Брайант умерла в 1946 году.